# Henri II. d’Orléans-Longueville

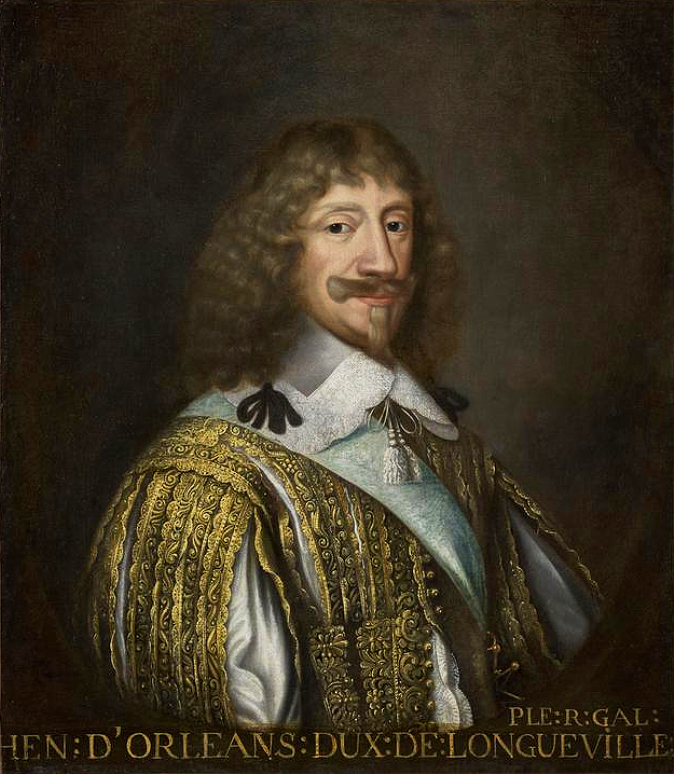
Henri II. d'Orléans

Henri II. d’Orléans (auch Henri II. de Valois-Longueville genannt) aus dem Haus Orléans-Longueville (* 6. April 1595; † 11. Mai 1663) war Prince de France, Pair von Frankreich, Herzog von Longueville, Estouteville und Coulommiers, 1. souveräner Fürst von Neuchâtel und Valangin, Prince de Châtellaillon, Comte de Dunois, Gouverneur der Picardie, später der Normandie.

## Leben
Er war der Sohn von Henri I. d’Orléans-Longueville und Katarina Gonzaga, sein Vater starb zwei Tage vor seiner Geburt in Amiens. König Heinrich IV. wurde sein Pate.
Henri II. leitete die französische Delegation bei den Verhandlungen zum Westfälischen Frieden, mit dem der Dreißigjährige Krieg beendet wurde. In seiner persönlichen Eigenschaft als Fürst von Neuenburg (Prince de Neuchâtel) gelang ihm der formale Ausschluss der Alten Eidgenossenschaft aus dem Heiligen Römischen Reich. Henri II. war als Schwager von Louis II. de Bourbon, prince de Condé eine der Hauptfiguren der Fronde. Nachdem durch den Vertrag von Rueil (11. März 1649) die erste Phase des Kriegs beendet worden war, war es die Verhaftung des Großen Condé, Longuevilles und des Prince de Conti durch Jules Mazarin am 14. Januar 1650, die die zweite Phase des Krieges einleiteten, die Fronde des nobles.

## Familie
Henri II. heiratete in erster Ehe Louise de Bourbon, Mademoiselle de Soissons († 1637), Tochter von Charles de Bourbon-Condé, comte de Soissons und Anne de Montafié; ihre Kinder waren:
- Marie (* 5. Mai 1625; † 16. Juni 1707); ⚭ Heinrich II. von Savoyen, Herzog von Nemours (Haus Savoyen),
- Louise (* 12. Juni 1626; † 6. Juni 1628),
- NN (* 19. Januar 1634; † 20. Januar 1634),

Am 2. Juni 1642 heiratete er in zweiter Ehe Anne Geneviève de Bourbon-Condé († 1679), Tochter von Henri II. de Bourbon, prince de Condé; Kinder aus dieser Ehe waren:
- Charlotte-Louise (* 4. Februar 1644; † 30. April 1645), Mademoiselle de Dunois
- Jean Louis (* 12. Januar 1646; † 4. Februar 1694), Duc de Longueville
- Marie-Gabrielle (* 1646; † 1650)
- Charles Paris (* 29. Januar 1649; † 12. Juni 1672)[2], Duc de Longueville, d'Estouteville, Souverain de Neufchâtel et de Valangin, Comte de Dunois et Comte de Saint-Pol

Der tatsächliche Vater von Charles Paris war der Herzog und Schriftsteller François de La Rochefoucauld; Henri II. erkannte den Sohn trotzdem an.

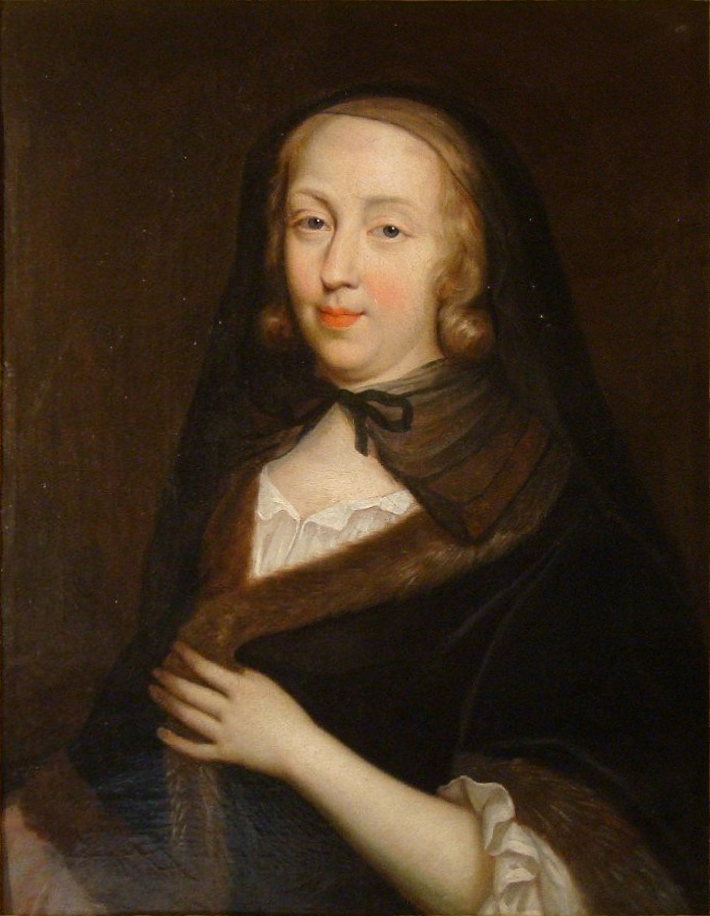
Anne Geneviève de Bourbon-Condé
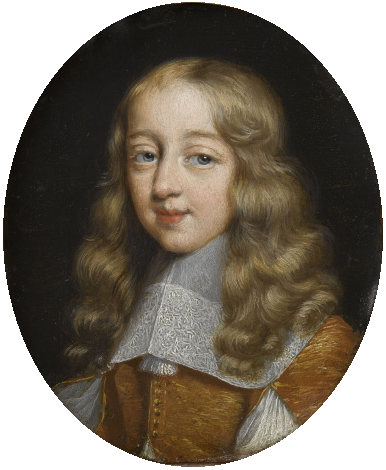
Jean-Louis-Charles d'Orléans
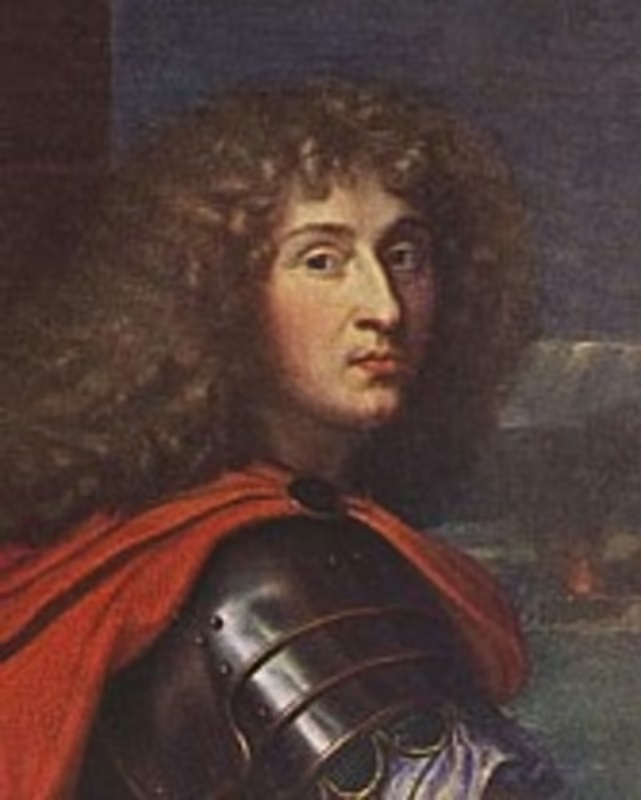
Charles-Paris Charles-Paris d'Orléans